# Гендж

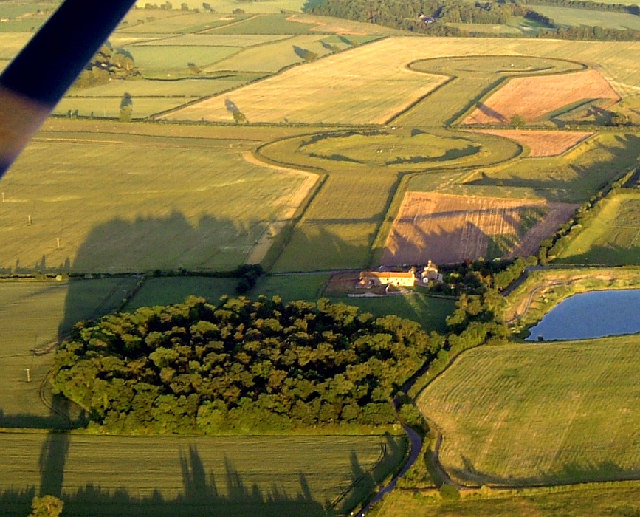
Три генджа у складі комплексу Торнборо-Генджіз

Гендж (англ. henge) — тип доісторичної архітектурної земляної споруди, що являв собою круглий або овальний майданчик діаметром зазвичай не менше 20 метрів, оточений земляним валом. У земляному валу були виконані 1, 2 або 4 входи. Внутрішні компоненти можуть включати портальні споруди, дерев'яні та кам'яні кола, інші розташування мегалітів, колодязі, гробниці, кургани та інші.
Термін «гендж» походить від скороченої назви Стоунхендж, відомої споруди у Вілтширі, що, однак, не є власне генджем. Цей термін було запропоновано в 1932 році Томасом Кендріком. Зазвичай термін прийнято використовувати по відношенню до споруд такого типу на території Великої Британії. Проте, аналогічні споруди існували в доісторичну епоху на території Німеччини (Голорінг, Гозекське коло) та інших країн.
Точне призначення генджів на час їх будування залишається невідомим, хоча, швидше за все, вони були не оборонними, а ритуальними спорудами, оскільки з оборонної точки зору вони вельми непрактичні.